# Triaenodes laamii
Triaenodes laamii är en nattsländeart som beskrevs av Dakki 1980. Triaenodes laamii ingår i släktet Triaenodes och familjen långhornssländor. Inga underarter finns listade i Catalogue of Life.